# Loudest Love
Loudest Love es el tercer EP de Soundgarden lanzado el 21 de octubre de 1990 en el sello A&M Records. En principio salió solamente en Japón, pero después también se editó en Estados Unidos. Todas las canciones del EP aparecieron también en el sencillo de Loud Love excepto Hands All Over, Heretic y Come Together.

## Lista de canciones
1. "Loud Love"
2. "Hands All Over"
3. "Get On The Snake"
4. "Heretic"
5. "Come Together" (The Beatles)
6. "Fresh Deadly Roses"
7. "Big Dumb Sex (Dub Version)"

- Datos: Q1756356